# هیومیک اسید
هیومیک اسید ماده‌ایی طبیعی در اعماق زمین است که محصول ثانویهٔ گیاخاکسازی یا همان فرایند تولید دوبارهٔ خاکِ گیاه است که میلیون‌ها سال به طول می‌انجامد.

نمونه ای از یک هیومیک اسید معمولی

گیاخاکسازی مستلزم شرایط جغرافیایی منحصر به فردی از فشار هوا، دما، بعلاوهٔ ترکیب درستی از مواد آلی است که در طول زمان، این مادهٔ آلی را متراکم می‌سازد و به ماده‌ایی جدید و به‌طور استثنایی مفید موسوم به هیومیک اسید تبدیل می‌کنند.
به‌طور خلاصه، هیومیک اسید ماده‌ایی آلی، حاوی ترکیبات غنی که از گیاهان دریایی که میلیون‌ها سال پیش وجود داشتند، ایجاد می‌شود.

## بخش‌های تشکیل دهنده مواد هیومیکی
به‌طور کلی مواد هیومیکی از سه بخش زیر تشکیل‌ شده‌اند:
- هیومیک‌اسید (در مواد قلیایی محلول است اما در آب و اسید نامحلول است)
- فولیک‌اسید (هم در مواد قلیایی و هم در آب و اسید محلول است)
- هیومین (در تمام مواد قلیایی، آب و اسید نامحلول است)

این مواد از دو منبع به دست می‌آیند:
1. لئوناردیت
2. بقایای گیاهی که پوسیده و به کربن تبدیل شده‌اند.

البته منبع اول یعنی لئوناردیت برای گیاهان مفیدتر است.

## عملکرد
باعث بهبود ساختار خاک شده و با تیره کردن خاک، جذب انرژی خورشید را افزایش می دهد. ترکیبات هیومیکی با تقویت میکروارگانیسم‌های مفید خاک و از بین بردن میکروب‌های زیان آور، سلامت خاک را بهبود می دهند. مهم‌ترین تاثیر هیومیک اسید بر افزایش ریشه‌زایی گیاهان و در نتیجه دسترسی بیشتر به مواد مغذی موجود در خاک است. هیومیک اسید گیاهان و درختان را در برابر تنش های محیطی همچون شوری خاک و خشکی مقاوم می کند.